# Angerpoint
Angerpoint e българска траш метъл група основана в Хасково през 2002 година.

## Състав
| Последни членове - Боян Гочев – бас (2002 – 2010) - Мариан Горделев – барабани (2002 – 2006; 2008 – 2010) - Георги Василев – китара (2002 – 2003; 2005 – 2010) - Христо Симеонов – китара (2003 – 2010) - Боян Гегов – вокали (2007 – 2010) |  | Предишни членове - Мартин Кондов – вокали (2002 – 2003) - Спас Вельов – китара (2004) - Станимир Ненчев – барабани (2006 – 2007) |

## Дискография

### Албуми
- 2009: Different Point of Anger